# Bankrobber
Bankrobber – dziewiąty singel zespołu The Clash wydany 8 sierpnia 1980 przez firmę CBS.

## Lista utworów
1. Bankrobber – 4:33
2. Rockers Galore... UK Tour (Mikey Dread) – 4:42

## Muzycy
- Joe Strummer – wokal, gitara
- Mick Jones – gitara, wokal
- Paul Simonon – gitara basowa
- Topper Headon – perkusja